# Biber (Donau)

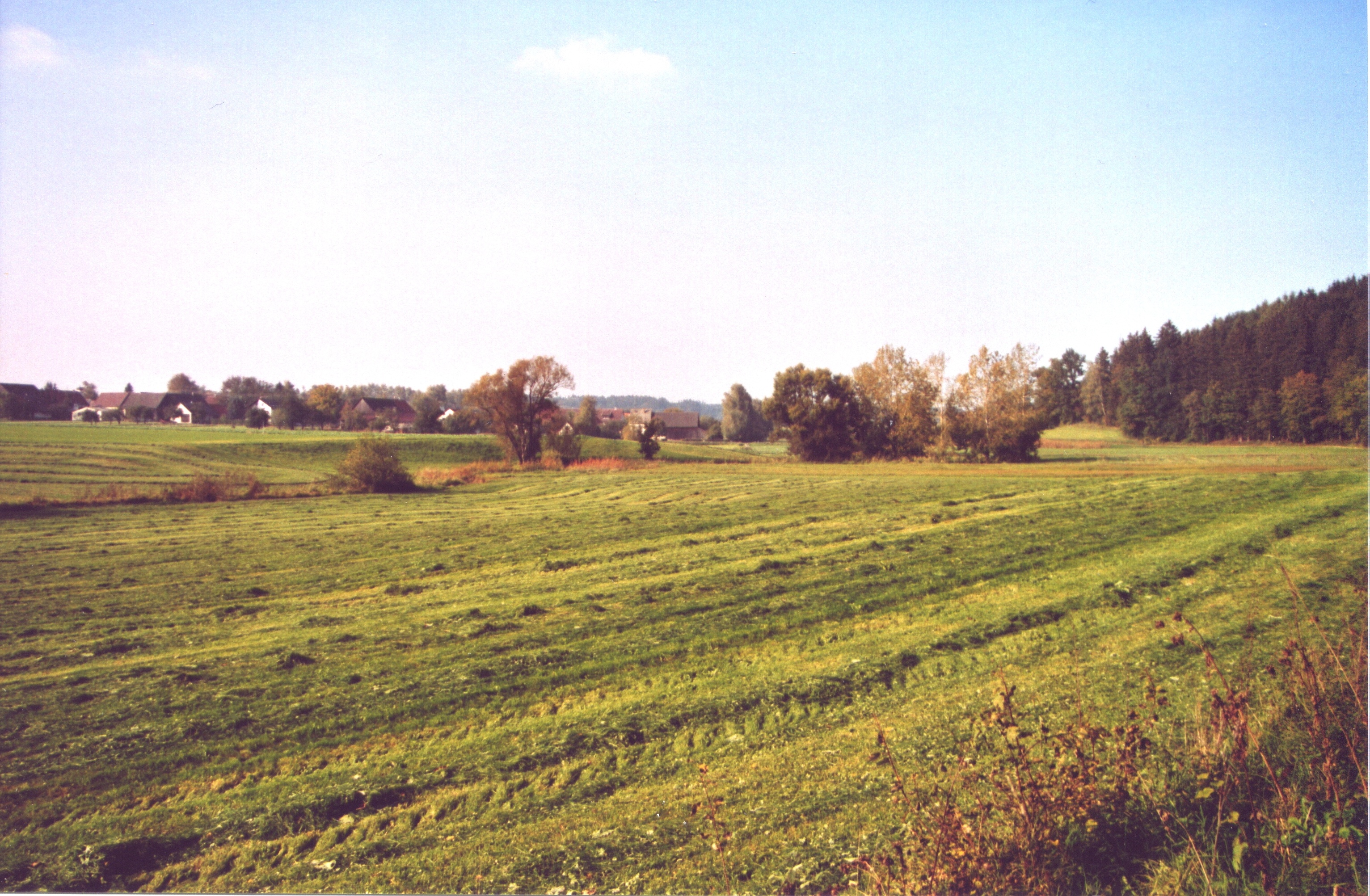
Bibertal bei Raunertshofen

Die Biber ist ein 36,8 Kilometer langer und rechter Nebenfluss der Donau in Bayern.

## Verlauf
Sie entspringt beim Weiler Matzenhofen der Gemeinde Unterroth im Oberrother Wald. Die Fließrichtung der Biber ist strikt nordwärts. Die Biber wird auf ihrem Weg immer wieder aufgestaut, wodurch auch der Klosterweiher und der Stiftweiher beim Kloster Roggenburg entstehen. Südlich von Bühl fängt sie an stark zu mäandern und setzt dies bis zum Donau-Auwald fort. Dann wird sie über einen Entwässerungskanal nach Osten geleitet und fließt schließlich nach dem Leipheimer Wasserkraftwerk mit einem mittleren Abfluss von 630 Litern pro Sekunde in die Donau.
Das letzte Stück, das die Biber durchquert, wurde zum Naturschutzgebiet Biberhacken ernannt.

## Geschichte

### Etymologie
Die Biber ist nach dem gleichnamigen Nagetier benannt, das bis zur Ausrottung im 19. Jahrhundert in dieser Gegend sehr verbreitet war. Seit einigen Jahren ist es wieder im Bibertal anzutreffen. Durch diese Wiederbesiedelung beginnt sich seit etwa 2005 die Vegetation am Fluss stark zu verändern. Die großen Bäume am Uferrand dünnen stark aus.

### Besiedelung
Das Gebiet um die Biber war bereits während der Hallstattzeit besiedelt. Rund 500 Meter nördlich von Opferstetten, circa 500 m westlich des heutigen Flusslaufes befindet sich ein römischer Friedhof auf Unterfahlheimer Flur. Später im 12. und 13. Jahrhundert entstanden die ersten kleinen Siedlungen am Fluss, welche meist aus nur wenigen Höfen oder einer Mühle bestanden, sowie das Kloster Roggenburg. Heute führt sie durch bäuerliche Ortschaften und an Wohnsiedlungen vorbei. In Meßhofen liegt ein Sägewerk direkt an der Biber. In Beuren, Oberhausen und Biberach befinden sich Kläranlagen, welche ihr geklärtes Wasser in den Fluss ableiten.

## Flora und Fauna
Die Biber ist teilweise, wie in Biberachzell oder nördlich von Silheim, ein sehr naturbelassener Fluss. Besonders das östliche Ufer, welches oft an Feuchtwiesen und Wäldern vorbeiführt ist ein geeigneter Lebensraum für Pflanzen und Tiere.
In den aufgestauten Teichen gibt es viele Insekten, Vögel und Frösche. Besonders im Naturschutzgebiet Biberhacken und im Gebiet westlich von Silheim, wo sich die Biber als Auenbach behauptet, gibt es eine große Artenvielfalt. Der 30,3 Hektar große Biberhacken wurde am 1. April 1997 zum Naturschutzgebiet und liegt südlich der Bahnstrecke Augsburg–Ulm sowie nördlich und westlich des Totenfeldes, welches ein bedeutendes Schlachtfeld der Bauernkriege war. Das Gelände liegt überdies auf der Gemarkung Echlishausen als auch auf der Gemarkung Unterfahlheim.
Die ausgedehnten Röhrichtzonen in den ehemaligen Fischteichen im Biberhacken sind ideale Brut- und Rastgebiete für Vögel. Etliche Vogel- und Libellenarten, die in diesem Gebiet gesichtet worden sind, stehen auf der Roten Liste. Das Reservat ist bewaldet und die Fischteiche, welche vor dem Zweiten Weltkrieg angelegt wurden, liegen im damaligen Donaualtwasser. Neben Vögeln und Insekten haben auch einige Amphibien hier eine Heimat gefunden. Auch der einst ausgestorbene Biber ist in dem Gebiet wieder anzutreffen. Dieser reguliert durch seine Bauten das Abflussverhalten des Flusses und verändert zunehmend den Bewuchs in Ufernähe. Das dominante Indische Springkraut konnte sich ebenfalls entlang der Biber sehr stark ausbreiten. Dieses gefährdet den Brennnesselbestand sowie den Bestand niedriger Ufervegetationen.

## Nebenflüsse
von Süden nach Norden:
- Bach oder Graben, der die Weiher (Stürzenweiher und andere) westlich des Roggenburger Weihers speist
- Reichenbach: Der ungefähr 3,3 km lange linke Nebenbach der Biber entspringt südlich von Oberreichenbach auf 509 m ü. NN und fließt in nördlicher Richtung durch die Ortschaften Ober- und Unterreichenbach (beide: Stadt Weißenhorn) bevor er am südlichen Ortsrand von Oberhausen Stadt Weißenhorn auf 485 m ü. NN in die Biber mündet. Der Höhenunterschied zwischen der Quelle und der Mündung beträgt 24 m.
- Osterbach: Der 21,3 km lange Nebenfluss mündet auf 464 m ü. NN nordöstlich von Silheim bzw. westlich von Kleinkissendorf (beide: Gemeinde Bibertal) in die Biber.

## Orte am Fluss
von Süden nach Norden:
im Landkreis Neu-Ulm:
- Gemeinde Unterroth: Matzenhofen
- Gemeinde Buch: Ritzisried, Halbertshofen, Nordholz
- Gemeinde Roggenburg: Meßhofen, Biberach
- Stadt Weißenhorn: Asch, Biberachzell, Oberhausen
- Markt Pfaffenhofen an der Roth: Niederhausen, Beuren, Raunertshofen

im Landkreis Günzburg:
- Gemeinde Bibertal: Silheim, Bühl, Opferstetten

## Wassermühlen an der Biber
An der Biber gab es zehn Wassermühlen, von denen die meisten stillgelegt sind. Auffällig ist, dass sowohl Mühlengebäude als auch Wohnhaus in fast allen Fällen mit dem First parallel zum Wasserlauf stehen. Bei den Wassermühlen an der nahegelegenen Roth ist das Wohngebäude im rechten Winkel angebaut.
- Mühle Nordholz, erster Nachweis 1859
- Turmuhrenwerkstätte Pechmann Roggenburg, erster Nachweis 1862
- Wasserhaus des Klosters Roggenburg, erster Nachweis 1641
- Klostermühle Roggenburg
- Vogtmühle Biberach, erster Nachweis 1598
- Ölmühle / Sägewerk Asch, erster Nachweis 1816
- Beurer Mühle, erster Nachweis 1412
- Beurer Säge, erster Nachweis 1772
- Sägerei Rettenmaier Bühl
- Konradmühle Bühl

Am zufließenden Osterbach befanden sich zudem die Unteregger Mühle, die Mühle Balmertshofen, die Anhofer Mühle und die Mühle Silheim.